# Antoine-Clériadus de Choiseul-Beaupré
Pour les articles homonymes, voir Choiseul.
Ne doit pas être confondu avec Antoine-Clériade de Choiseul-Beaupré.
Antoine-Clériadus de Choiseul-Beaupré, comte de Choiseul, marquis de Beaupré, seigneur de Daillecourt (10 mai 1664 – 19 avril 1726), est un militaire français. Lieutenant-général au gouvernement de Champagne, bailly de Chaumont et de Vitry, puis lieutenant général des armées du Roi.

## Biographie

### Carrière militaire
En 1686, alors qu'il n'est âgé que de 22 ans, il obtient les charges de lieutenant général au gouvernement de Champagne et de bailly de Chaumont et de Vitry, laissées vacantes par la mort de son père.
Il est nommé capitaine dans le régiment du Roi, puis colonel de celui d'Agénois le 4 octobre 1692. Major de l'armée du roi en Normandie en 1695, il est créé brigadier le 23 décembre 1702, maréchal de camp le 16 octobre 1704, et chevalier de l'ordre militaire de Saint-Louis en 1705.
Le 17 septembre 1707, il repousse les ennemis près d'Offenbourg, passe ensuite en Catalogne, où il sert au siège de la ville et du château de Lleida au mois de novembre de la même année et à celui de Tortosa au mois de juillet 1708.
Il est fait lieutenant général des armées du roi le 8 mars 1718. Il meurt en son château de Daillecourt en Champagne, le 19 mai 1726, dans sa soixante-deuxième année.

## Famille
II est marié à Paris dans la chapelle de l'hôtel de Boucherat, paroisse Saint-Gervais, le 29 juin 1695, à Anne-Françoise de Barillon de Morangis, fille d'Antoine de Barillon, seigneur de Morangis, Montigny, Louans, et maître des requêtes ordinaire de l'hôtel du roi, intendant de justice à Metz et du pays Messin, et dans les généralités d'Alençon, de Caen et d'Orléans; et de Catherine-Marie Boucherat, fille du chancelier de France de ce nom.
Ensemble ils eurent trois enfants :
- Claude-Antoine de Choiseul-Beaupré (1er novembre 1697–1763), évêque-comte de Châlons. Il est aumônier du roi en 1728, député de la province d'Albi à l'assemblée générale du clergé en 1730, nommé abbé commendataire de Notre Dame de Bolbonne, diocèse de Mirepoix au mois de juin de la même année et pair de France en 1733;
- Charles-Marie, marquis de Choiseul-Beaupré (1698–1768), marié en 1728 à Anne-Marie de Bassompierre;
- Antoine-Clériade de Choiseul-Beaupré, abbé de Beaupré (29 septembre 1707–1774), archevêque de Besançon en 1754, cardinal.